# Ucieczka do Egiptu (obraz Rembrandta)

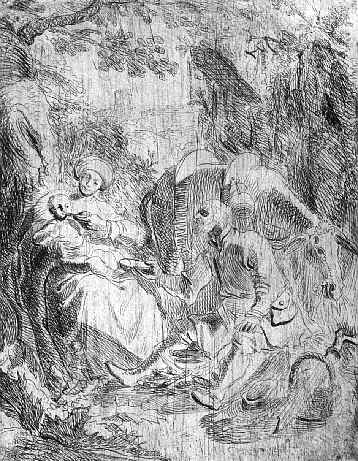
Odpoczynek w czasie ucieczki do Egiptu – jedna z pierwszych znanych akwafort Rembrandta, powstałych w 1626 roku.

Ucieczka do Egiptu – obraz holenderskiego malarza Rembrandta Harmenszoona van Rijn. Obraz sygnowany u dołu po prawej stronie: RH 1627.
Scena została namalowana w miejsce wizerunku starego człowieka pogrążonego w lekturze.

## Geneza
Obraz podejmuje temat ucieczki Świętej Rodziny, będącej następstwem prześladowań Heroda. Epizod został opisany głównie w Ewangelii Mateusza: 

Gdy oni odjechali oto anioł Pański ukazał się Józefowi we śnie i rzekł: „Wstań, weź Dziecię i Jego Matkę i uchodź do Egiptu; pozostań tam, aż ci powiem; bo Herod będzie szukał Dziecięcia, aby je zgładzić”. On wstał, wziął w nocy Dziecię i Jego Matkę i udał się do Egiptu; tam pozostał aż do śmierci Heroda. Tak miało się spełnić słowo, które Pan powiedział przez Proroka: Z Egiptu wezwałem Syna mego. (Mt 2:13-15)

## Opis obrazu
Ucieczka z Egiptu jest jednym z pierwszych obrazów Rembrandta o tematyce biblijnej. Artysta wielokrotnie sięgał do tej tematyki; historię ucieczki Świętej Rodziny do Egiptu podejmował sześciokrotnie. Prócz obrazów olejnych, znanych jest kilka grafik wykonanych metodą akwaforty. Wersja z 1627 roku jest pierwszą, gdzie widać wyraźne wpływy caravaggionistów i wykorzystanie techniki światłocienia.
Rembrandt ukazał Świętą Rodzinę w tradycyjnym ujęciu: Maria siedzi na zmęczonym mule i trzyma w rękach małego Jezusa. Obok kroczy bosy Józef z w szerokim kapeluszem na głowie. Od tyłu pada na nich silne światło, którego promienie równocześnie oświetlają ścieżkę, którą jadą. Blask kontrastuje z nieprzeniknioną czernią otaczającą postacie i stanowi tło dla fantastycznych cieni, jakie tworzą liście. Maria wydaje się być nieco przestraszona i skulona, a Józef odwraca głowę od źródła światła. Na obrazie tym Rembrandt po raz pierwszy wykorzystał efekt świetlny w celu zaakcentowania przeżyć bohaterów; jest on komponentem niepokoju, jaki towarzyszy uciekinierom w ich wędrówce.

## Proweniencja
Obraz, aż do 1950 roku, był uznawany za zaginiony. W rzeczywistości znajdował się w prywatnych zbiorach Madame Chaussemiche i dopiero w 1950 roku, po wykonaniu prac restauratorskich w Museum voor Schone Kunsten polegających m.in. na usunięciu zabrudzeń, odkryto rok i inicjały „RH”. Historycy zidentyfikowali dzieło z obrazem sprzedanym na aukcji w maju 1780 roku Johannesowi Lodewijkowi Strantwijk. Dalsze losy dzieła nie są znane. W 1950 roku Madame Chaussemiche przekazała obraz do Musée des Beaux-Arts w Tours. Niektórzy historycy sztuki podważają datowanie obrazu (Abraham Bredius, Horst Gerson) i autorstwo Rembrandta przypisując je artyście z kręgu malarza, być może jego uczniowi Gerardowi Dou. W 2001 roku historyk Ernst van de Wetering ponownie uznał atrybucję Rembrandta.